# Meunasah Dayah (Jeunieb)
Meunasah Dayah is een bestuurslaag in het regentschap Bireuen van de provincie Atjeh, Indonesië. Meunasah Dayah telt 524 inwoners (volkstelling 2010).